# Imantodes cenchoa
Espèce
Synonymes
- Coluber cenchoa Linnaeus, 1758
- Dipsas weigelii Fitzinger, 1826
- Himantodes leucomelas Cope, 1861
- Himantodes semifasciatus Cope, 1894
- Himantodes anisolepis Cope, 1894
- Himantodes platycephalus Cope, 1899
- Himantodes hemigenius Cope, 1899

Imantodes cenchoa  est une espèce de serpents de la famille des Dipsadidae.

## Description

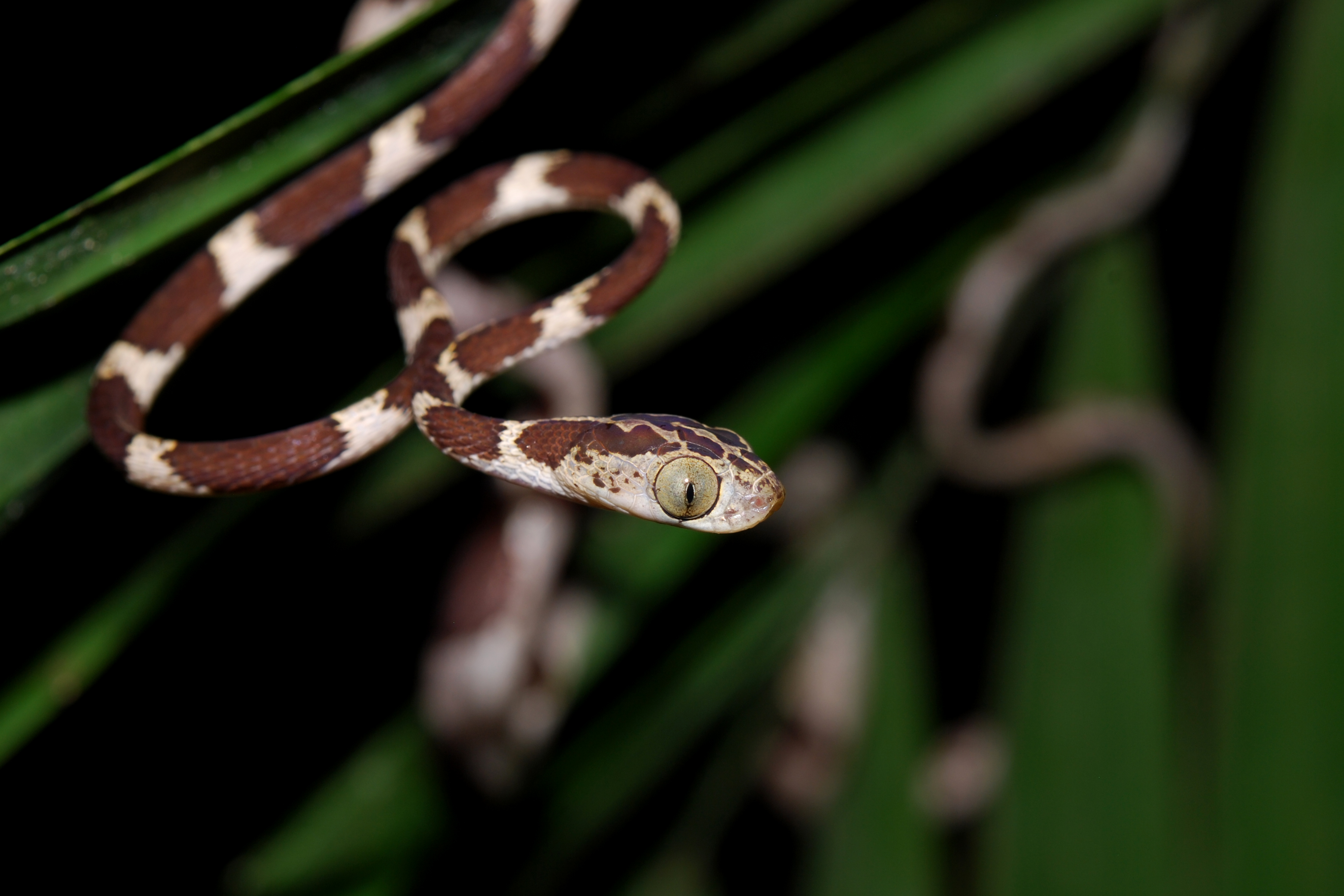

Ce serpent est très fin, il peut mesurer jusqu'à 120 cm de long, le corps est comprimé latéralement. Les yeux sont très grands et la pupille est verticale. Le motif est caractérisé par des losanges brun foncé le long de la ligne dorsale. Imantodes cenchoa est venimeux opistoglyphe, cependant il est totalement inoffensif pour l'homme, son venin sert uniquement à tuer ses proies. 

## Répartition
Cette espèce possède une large aire de répartition, en Amérique du sud et en Amérique centrale. On la rencontre :
- dans le sud du Mexique ;
- en Amérique centrale ;
- en Colombie ;
- au Venezuela ;
- à Trinité-et-Tobago ;
- en Guyane ;
- au Brésil ;
- en Équateur ;
- dans le nord du Pérou ;
- en Bolivie ;
- au Paraguay ;
- en Argentine dans la province du Chaco.

Cette espèce est très commune en Guyane. 

## Biologie
Ce serpent habite les forêts tropicales humides. Cette espèce est strictement nocturne et arboricole, il se déplace lentement dans la végétation pour chasser les lézards endormis qui représentent la majorité de son alimentation. 

## Sous-espèces
Selon The Reptile Database (3 septembre 2013) :
- Imantodes cenchoa cenchoa (Linnaeus, 1758)
- Imantodes cenchoa leucomelas (Cope, 1861)
- Imantodes cenchoa semifasciatus (Cope, 1894)

## Publications originales
- Cope, 1861 : Contributions to the ophiology of Lower California, Mexico and Central America. Proceedings of the Academy of Natural Sciences of Philadelphia, vol. 13, p. 292-306 (texte intégral).
- Cope, 1894 :  On the species of Himantodes Dumeril and Bibron. The American naturalist, vol. 28, p. 612-614 (texte intégral).
- Linnaeus, 1758 : Systema naturae per regna tria naturae, secundum classes, ordines, genera, species, cum characteribus, differentiis, synonymis, locis, ed. 10 (texte intégral).